# Onthophagus discretus
Onthophagus discretus là một loài bọ cánh cứng trong họ Bọ hung (Scarabaeidae).